# Magmatodrilus obscurus
Magmatodrilus obscurus är en ringmaskart som beskrevs av Goodnight 1940. Magmatodrilus obscurus ingår i släktet Magmatodrilus och familjen Cambarincolidae. Inga underarter finns listade i Catalogue of Life.